# Paulina Janczak
Paulina Janczak (ur. 22 czerwca 1990 w Łodzi) – polska aktorka teatralno-musicalowa, wokalistka.
Absolwentka wydziału wokalno-aktorskiego Akademii Muzycznej im. Grażyny i Kiejstuta Bacewiczów w Łodzi. Przez 11 lat uczyła się również w Ogólnokształcącej Szkole Muzycznej im. Henryka Wieniawskiego w Łodzi w klasie fletu.
Od 2007 związana z Teatrem Muzycznym „Roma” w Warszawie, w którym kreowała m.in. rolę Christine w musicalu Upiór w Operze oraz Cosette w Les Misérables (według powieści Wiktora Hugo Nędznicy). Współpracuje z teatrami w całej Polsce.
W 2009 wraz z Teatrem Muzycznym Roma zdobyła podwójną Platynową Płytę za płytę Upiór w operze, która w 2015 roku pokryła się Potrójną Platyną.
W 2020 roku Janczak otrzymała Teatralną Nagrodę Muzyczną im. Jana Kiepury w kategorii Najlepsza Wokalistka Musicalowa.

## Kariera
Pracę na scenie rozpoczęła w 1999 występem w Carmen w chórze dziecięcym Teatru Wielkiego w Łodzi.
Po latach zadebiutowała w głównej roli w 2008 r. w Teatrze Muzycznym „Roma” w Warszawie, gdzie zagrała jako najmłodsza na świecie (17 lat) Christine Daaé w musicalu „Upiór w operze” Andrew Lloyda Webbera w reżyserii Wojciecha Kępczyńskiego, wybrana do tej roli przez samego Andrew Lloyda Webbera. W 2009 roku kompozytor osobiście odwiedził Teatr Roma i obejrzał spektakl.
W 2010 r. wcieliła się w Cosette w „Les Misérables” C.M. Schönberga w reżyserii Wojciecha Kępczyńskiego. Śpiewała również w zespole wokalnym w musicalu „Koty” Webbera. Należy do zespołu aktorskiego spektaklu „Ale musicale” TM „Roma” w reż. Sebastiana Gonciarza.
Wraz z zespołem TM „Roma” zdobyła potrójną platynową płytę za album z muzyką z „Upiora w operze” i złotą za „Les Misérables”.
Współpracowała także z Teatrem Muzycznym w Lublinie, gdzie wcieliła się w rolę Christine w musicalu „Phantom” M. Yestona w reżyserii Daniela Kustosika oraz z Operą i Filharmonią Podlaską w Białymstoku, gdzie została zaproszona do kontynuowania przygody z Christine Daaé w „Upiorze w operze” A.L.Webbera w reż. W. Kępczyńskiego. Wciela się w postać Lary Guichard w musicalu „Doktor Żywago” Lucy Simon w reż. Jakuba Szydłowskiego. Artystka współpracuje także z Teatrem Rampa w Warszawie, gdzie należy do obsady spektakli „Jesus Christ Superstar” i „Twist and Shout”, w którym kreuje rolę Stelli, oraz jest solistką koncertów musicalowych „MusicaLove” (okrzyknięte najlepszym spektaklem muzycznym sezonu artystycznego 2013/2014), „Broadway Exclusive”, „Broadway Street – The Show” oraz „The Best of Sir Andrew Lloyd Webber” w reżyserii Jakuba Wociala i choreografii Santiago Bello. W 2018 r. Janczak dołączyła gościnnie do zespołu aktorskiego Teatru Polskiego w Warszawie i należy do obsady spektaklu „Żołnierz Królowej Madagaskaru” w reż. Krzysztofa Jasińskiego.
Artystka wystąpiła u boku Ramina Karimloo w koncercie „The Best of Broadway”.
Stworzyła koncert „SingLadies – czyli kobiecy świat musicalu” – w którym wraz z Katarzyną Łaską przy akompaniamencie Damiana Pietrasika wyśpiewują najpiękniejsze damskie songi musicalowe – którego premiera miała miejsce w lutym 2015 r. w Teatrze V6.
Odtwórczyni roli Ani w musicalu-komedii „Prześliczna wiolonczelistka” we współpracy z zespołem Skaldowie. Była też Szamanką w „Imibali” oraz Młodą w „Sweet Chic Club” w Teatrze V6 w Łodzi. We współpracy z tym teatrem brała udział w spektaklu „Imaginarium” podczas Light Move Festival 2015, gdzie zawieszona kilkanaście metrów nad ziemią wykonała operową wokalizę inspirowaną popisem Divy z filmu „Piąty element” L. Bessona.
Jako wokalistka współpracuje z Filharmonią Opolską, Filhamonią Dolnośląską w Jeleniej Górze, Filharmonią Bałtycką w Gdańsku, Filharmonią Pomorską w Bydgoszczy, Filharmonią Zabrzańską.
Janczak można zobaczyć również na małym ekranie w serialach Na dobre i na złe, Barwy szczęścia, Za marzenia, Na Wspólnej.

## Teatr
- 2007: Zespół wokalny – musical Koty na podstawie Old Possum’s Book of Practical Cats T.S. Eliota – Teatr Muzyczny Roma w Warszawie – reż. Wojciech Kępczyński
- 2008: Christine Daaé (I obsada) – musical Upiór w operze[3] – Teatr Muzyczny Roma w Warszawie – reż. Wojciech Kępczyński
- 2010: Cosette (I obsada) – musical Les Misérables, według powieści Wiktora Hugo Nędznicy – Teatr Muzyczny Roma w Warszawie – reż. Wojciech Kępczyński
- 2012: Christine – musical Phantom Maury Yeston w Teatrze Muzycznym w Lublinie – reż. Daniel Kustosik
- 2012: Młoda – w spektaklu Sweet Chic Club w Teatrze V6 w Łodzi – reż. Tomasz Filipiak
- 2013: solistka koncertu „Broadway Street The Show” w Teatrze Rampa w Warszawie – reż. Jakub Wocial
- 2013: Christine Daaé – musical Upiór w operze[4] – Opera i Filharmonia Podlaska – reż. Wojciech Kępczyński
- 2014: Ania – spektakl „Prześliczna wiolonczelistka” – CKK Katowice – reż. Jakub Wocial/Santiago Bello
- 2016: koncert „Broadway Exclusive” – Teatr Rampa w Warszawie – reż. Jakub Wocial
- 2016: zespół wokalny – musical „Jesus Christ Superstar” – Teatr Rampa w Warszawie – reż. Jakub Wocial
- 2017: Lara Guichard – musical Doktor Żywago – Opera i Filharmonia Podlaska – reż. Jakub Szydłowski
- 2018: Józia – Żołnierz Królowej Madagaskaru – Teatr Polski w Warszawie – reż. Krzysztof Jasiński
- 2018: Stella – musical „Twist and Shout” – Teatr Rampa w Warszawie – reż. Santiago Bello
- 2018: koncert „THE BEST OF BROADWAY” z udziałem Ramina Karimloo – Teatr Polski w Warszawie
- 2020: Łyna – musical „Pora Jeziora” – Filharmonia Warmińsko- Mazurska w Olsztynie – reż. Jerzy Jan Połoński
- 2022: Kathy – musical „Company” – Warszawska Opera Kameralna – reż. Michał Znaniecki

## Trasy koncertowe
- 2013 – Broadway Street the Show
- 2014 – Bo to się zwykle tak zaczyna, czyli od piosenki do musicalu
- 2015 – The Best of Sir Andrew Lloyd Webber
- 2015 – SingLadies – kobiecy świat musicalu
- 2016 – Broadway Exclusive
- 2016 – Ale Musicale!

## TV oraz dubbing
- 2008: wzięła udział w transmitowanym przez TVP Polonia i TVP1 Jubileuszowym Koncercie ZAiKS-u, gdzie wraz z Marcinem Mrozińskim zaśpiewała piosenkę „Małe mieszkanko na Mariensztacie”
- 2012: Bumblebee w bajce Liga Młodych
- 2012: Violetta
- 2012: Spongebob (odc. 157)
- 2013: Merida Waleczna
- 2013: Jej Wysokość Zosia
- 2014: Czy będzie pan mnie kochał – Mały – słuchowisko
- 2016: Gdzie jest Dori – chór „Gdzieś tam jest dom”
- 2017: Coco – śpiewaczka operowa „Pamiętaj mnie” – (wersja konkursowa)
- 2017: Piękna i Bestia – chór „Gościem bądź”, „Piękna i Bestia” (repryza)
- 2018: Mary Poppins powraca – chór („Okładka łatwo cię może zwieść”, „Do nieba bram”)

## Filmografia
- 2012: Dziewczyna w filmie „Cięcie” NADAL Creative Art Group
- od 2013: Na dobre i na złe jako pielęgniarka
- 2017: M jak miłość jako Wiola (odc. 1328)
- 2017–2018: Barwy szczęścia jako Kama, była żona Wilka
- 2018: Za marzenia jako kostiumografka
- 2018: Na Wspólnej jako aktorka

## Nagrody
- 2008: Stypendystka Polskiego Stowarzyszenia Estradowego POLEST i ZASP
- 2009: Podwójna Platynowa Płyta za album z muzyką z „Upiora w Operze”
- 2011: Złota Płyta za album z muzyką z „Les Miserables”
- 2015: Potrójna Platynowa Płyta za album z muzyką z „Upiora w Operze”
- 2020: Najlepsza Wokalistka Musicalowa – XIV Teatralne Nagrody Muzyczne im. Jana Kiepury

## Dyskografia
- 2008: płyta z muzyką do musicalu Upiór w operze[5]
- 2010: płyta z muzyką do musicalu Les Misérables, według powieści Wiktora Hugo Nędznicy
- 2020: płyta „Dream of Broadway” Jakuba Wociala (gościnnie)
- 2022: album „The Phantom of the Opera – Global Edition” (dostępne w serwisach streamingowych)